# Чашково (Чухломский район)
Чашково — деревня в Чухломском муниципальном районе Костромской области. Входит в состав Петровского сельского поселения

## География
Находится в северной части Костромской области на расстоянии приблизительно 15 км на восток по прямой от города Чухлома, административного центра района.

## История
В 1872 году здесь было учтено 10 дворов, в 1907 году — 3.

## Население
Постоянное население составляло 44 человека (1872 год), 30 (1897), 23 (1907), 0 как в 2002 году, так и в 2022.